# Edward George Bowen
Pour les articles homonymes, voir Bowen.
Cet article possède un paronyme, voir Edward Bowen.
Edward George « Taffy » Bowen (14 janvier 1911 – 12 août 1991), est un physicien britannique qui a fait des contributions majeures au développement du radar, et aida ainsi à gagner la bataille d'Angleterre et la bataille de l'Atlantique.

## Années de jeunesse
Edward George Bowen est né le 14 janvier 1911 à Cockett, près de Swansea (Pays de Galles), de George Bowen et Ellen Ann, née Owen. Son père est métallurgiste dans une usine de fer blanc de Swansea. Edward est très intelligent, et peut ainsi recevoir un bon enseignement grâce à des bourses. Dès son jeune âge, il développe un grand intérêt pour la radio et le cricket. Il peut ainsi entrer à l'université de Swansea, où il apprend la physique et des sujets apparentés. Il reçoit son baccalauréat avec des honneurs de première classe en 1930, et continue avec une recherche sur les rayons X et la structure des alliages, pour recevoir la Maîtrise (MSc) en 1931. 
Il fait ensuite son doctorat sous la direction du professeur E. V. Appleton au King's College de Londres. Pour ses recherches, Bowen passe une grande partie de 1933 et 1934 à travailler sur un détecteur azimutal à tube cathodique à la station de recherche radio de Slough. C'est là qu'il est remarqué par Robert Watson-Watt qui le recrutera en 1935 et qui l'amènera à jouer un rôle important dans l'histoire des débuts du radar.

## Développement du radar

### Radar terrestre
Une commission pour l'étude scientifique de la défense aérienne est établie sous la présidence de Henry Tizard. Avant la première réunion de cette commission au début de 1935, le gouvernement demande à Watson-Watt si un faisceau intense d'ondes radio, un « rayon de la mort », pourrait détruire un avion. Watson-Watt répond qu'un tel rayon est infaisable, mais suggère que les ondes radio pourraient servir à détecter les avions ennemis, plutôt que de les détruire.
Après une démonstration positive de la réflexion des ondes radio sur un avion, en février 1935, le développement du radar continue, et une équipe de 5 personnes, dont Bowen, est réunie à Orfordness sous le couvert de recherches sur l'ionosphère. Le travail de Bowen est de monter un émetteur, et il arrive vite à faire monter la puissance crête de l'impulsion au-dessus de 100 kW. La première détection d'un avion avec cet appareillage est faite le 17 juin 1935 à 17 milles (27 km) de distance. 
Au début de 1936, après beaucoup d'améliorations, les avions sont détectés à plus de 100 milles (161 km). Ceci provoque le travail sur une chaîne de stations radar (Chain Home) qui ne couvre au début que les approches de Londres. En conséquence l'équipe d'Orfordness est augmentée, et de nouveaux locaux sont acquis, avec le manoir de Bawdsey comme quartier-général, en mars 1936.
À sa demande, Bowen se voit confier la recherche sur la possibilité d'installer un radar sur un avion. Le jour de la démonstration du nouvel émetteur au manoir de Bawdsey, l'appareil ne fonctionne pas correctement. Néanmoins, Bowen arrive à sauver la journée avant que Sir Hugh Dowding ne retourne désabusé à Londres. Il lui donne une démonstration impromptue d'un radar expérimental, construit dans le cadre de son programme de radar aéroporté, et détecte un avion à une distance allant jusqu'à 50 milles (80 km) : en travaillant toute la nuit, il a ressuscité le vieil émetteur d'Orfordness pour la démonstration. Le gouvernement et la RAF peuvent continuer l'extension des stations côtières.

### Radar aéroporté
Il est difficile d'installer un radar sur un avion, en raison de la taille et du poids de l'équipement et de l'antenne. En outre, l'appareil doit fonctionner dans un environnement froid et plein de vibrations. Dans les années qui suivent, Bowen et son groupe s'attaqueront à la plupart des problèmes et les résoudront. Par exemple, il trouve une solution au problème de la fourniture de puissance en utilisant un alternateur mû par le moteur de l'avion. Il encourage aussi Imperial Chemical Industries (ICI) à produire les premiers câbles radiofréquence avec isolation solide en polyéthylène.
Les améliorations se succèdent jusqu'en septembre 1937, quand Bowen donne une démonstration sensationnelle et imprévue du radar en recherchant la flotte de la mer du Nord par mauvaise visibilité, et en détectant trois bateaux importants. Le groupe de radar aéroporté de Bowen a maintenant deux objectifs majeurs : la détection des bateaux et l'interception des avions. Bowen fait aussi de brèves expérimentations dans le domaine de l'utilisation du radar aéroporté pour la détection de structures au sol telles que villes ou trait des côtes, comme support pour la navigation.

## Seconde Guerre mondiale
À la déclaration de guerre, l'unité de Bowen est déménagée à St Athan dans le sud du Pays de Galles. Une des premières choses qu'il tente est la détection d'un sous-marin par radar. À ce moment-là, le magnétron à cavité avait été amélioré par John Randall et Harry Boot et cet amplificateur puissant permettait à un radar aéroporté de devenir un outil important dans ce domaine. En décembre 1940, des avions opérationnels détectent les sous-marins à plus de 15 milles (24 km). Cette technologie sera un facteur majeur de la victoire dans la bataille de l'Atlantique, et finira par rendre possible la coordination des forces en mer nécessaire pour le débarquement de Normandie. 
Les développements continuent pour l'interception aérienne. Un radar à faisceau étroit muni d'un affichage panoramique à angle constant (PPI) est mis au point et utilisé par la RAF pour diriger la chasse en octobre 1940. Des versions primitives du radar aéroporté sont aussi montées sur des Bristol Blenheim, mais elles ont des portées minimales et maximales limitées. Cependant, aux mains d'équipages expérimentés, les versions ultérieures de 1941 sont remarquablement efficaces. Pour les durs raids de 1941, les chasseurs équipés de radars sont la principale arme de défense aérienne de nuit. Ainsi en mai 1941, plus de 100 avions ennemis sont détruits la nuit grâce à l'usage du radar, à comparer aux 30 détruits par les batteries de DCA.
En 1941, le Commandement côtier de la RAF utilise des patrouilles anti-sous-marines, dont environ 110 avions sont munis de radars. Ceci accroît la détection des sous-marins de jour comme de nuit. Cependant, très peu de ces attaques conduisent à une destruction, jusqu'à l'introduction à la mi-1942 de projecteurs puissants (22 Mcd) de 61 cm de diamètre appelés Leigh light, qui éclairent le sous-marin. Le résultat est que les sous-marins doivent alors recharger leurs batteries le jour, pour pouvoir au moins voir arriver les avions. Le radar et la Leigh light diminuent considérablement les pertes en bateaux des Alliés. 
Les radars centimétriques de suivi de terrain comme le H2S accroissent beaucoup la précision des bombardiers alliés utilisés dans la campagne de bombardements stratégiques. Les radars centimétriques de conduite de tir sont aussi bien plus précis que ceux de technologie plus ancienne et rendent les cuirassés alliés plus dangereux quand ils sont accompagnés par les nouvelles fusées de proximité. Ces deux technologies rendent aussi les canons de défense aérienne bien plus efficaces contre les avions qui attaquent. On estime que les batteries antiaériennes situées le long des couloirs de vol des bombes volantes allemandes V-1 ont détruit beaucoup de ces bombes volantes avant qu'elles n'atteignent leur cible.

### Mission Tizard
Pour un article plus général, voir Mission Tizard.
Bowen va aux États-Unis avec la mission Tizard en 1940, et aide à lancer les avancées formidables du radar à micro-ondes comme arme. Il rend visite aux divers laboratoires américains, leur donne un exposé de ses études sur le radar aéroporté et organise des démonstrations. Il a été capable d'emporter un des tout-premiers exemplaires du magnétron à cavité. Avec une vitesse remarquable, les militaires américains mettent sur pied un laboratoire spécial, le Radiation Laboratory (Laboratoire du rayonnement) au MIT pour le développement du radar centimétrique. Bowen travaille de près avec eux sur leur programme, écrivant les premières spécifications pour le premier système. Le premier radar expérimental aéroporté américain de longueur d'onde de 10 cm est testé sur un avion transportant Bowen en mars 1941, seulement 7 mois après l'arrivée de la mission Tizard.
La mission Tizard a eu beaucoup de succès, et ce, presque entièrement à cause de l'information fournie par Bowen. Elle a aidé à établir l'alliance entre les États-Unis et la Grande-Bretagne plus d'un an avant que les Américains n'entrent en guerre. Le succès de la collaboration sur le radar a ouvert les échanges qui ont abouti aux autres transferts technologiques vers les États-Unis, tels que le moteur à réaction et la physique nucléaire.

### Mission en Australie
Pendant les derniers mois de 1943, Bowen semble au bout de sa mission aux États-Unis et l'invasion de l'Europe par les Alliés est imminente. Bowen est alors invité en Australie, au laboratoire de radio-physique du Commonwealth Scientific and Industrial Research Organisation (CSIRO). En mai 1946, il est nommé chef de la division de radio-physique. Il s'adresse à de nombreux publics sur le développement du radar, sur ses usages militaires et ses applications pacifiques potentielles à l'aviation civile, à la navigation maritime et à la géodésie.
En plus de ses développements sur le radar, Bowen entreprend deux autres activités de recherche : l’accélération pulsée des particules élémentaires et la navigation aérienne. Dans ce dernier domaine, ses travaux mèneront en 1946 à l'invention par James Gerrand, ingénieur en radio communication australien, du transpondeur DME qui sera adopté par l'organisation internationale de l'aviation civile.
Il encourage aussi la nouvelle science qu'est la radioastronomie. Au cours de visites aux États-Unis, il rencontre deux de ses collègues influents pendant la Seconde Guerre mondiale : le Dr Vannevar Bush, devenu président de la Carnegie Corporation, et le Dr Alfred Loomis, administrateur de la Carnegie Corporation et de la Fondation Rockefeller. Il les persuade en 1954 de financer un grand radiotélescope en Australie par un don de 250 000 $US. Cet instrument de 210 pieds (64 m) de diamètre sera l’Observatoire de Parkes en Nouvelle-Galles du Sud et Bowen joue un rôle clef dans sa conception. En retour, Bowen aide à établir la radioastronomie aux États-Unis, en soutenant les Australiens du California Institute of Technology.
Le radiotélescope de Parkes fait son apparition en temps utile pour le programme spatial américain, et suit de nombreuses sondes spatiales, y compris les missions Apollo. Plus tard, Bowen joue un rôle important en guidant la phase de conception de l'observatoire anglo-australien optique, qui ouvrira en 1974. À l'inauguration en 1961 du radiotélescope de Parkes, il dit :

« ... la recherche de la vérité est l'un des buts les plus nobles de l'humanité, et rien n'ajoute plus à la gloire de la race humaine, ou ne lui confère plus de dignité que le besoin de ramener la vaste complexité de l'Univers à portée de la compréhension humaine. »

Bowen est aussi à l'origine d'expériences d’ensemencement des nuages en Australie en 1947, et continuera après sa retraite en 1971.

## Détails biographiques personnels
À l'université de Swansea, il rencontre sa future femme, Enid Vesta Williams, de la localité voisine de Neath. Ils se marient en 1938, et ont trois fils : Edward, David et John. Bowen n'a cessé d'aimer le cricket, auquel il joue régulièrement. Il devient aussi un marin enthousiaste.
En décembre 1987, il subit un accident vasculaire cérébral, et décline progressivement. Il meurt le 12 août 1991 à 80 ans.

### Récompenses
- 1941 : Ordre de l'Empire britannique ;
- 1947 :	Médaille de la Liberté des États-Unis pour sa contribution à l'effort de guerre ;
- 1950 :	Médaille Thurlow de l'American Institute of Navigation pour contribution exceptionnelle à la navigation maritime en 1950 ;
- 1951 :	Médaille de la Commission royale des inventeurs du Royaume-Uni ;
- 1957 : Élu Fellow de l’Académie australienne des sciences ;
- 1957 :	DSc (Honoraire) de l'université de Sydney ;
- 1962 :	Vice-président de l’Académie australienne des sciences et de l’Ordre de l'Empire britannique en reconnaissance de ses contributions au développement des sciences en Australie ;
- 1967-1971 : Président du Comité conjoint de l'observatoire anglo-australien ;
- 1971-1973 : Président du conseil de l'observatoire anglo-australien ;
- 1975 : Élu Fellow de la Société royale de Londres.

### Affiliations
- Fellow et premier président de l'Australian Institute of Navigation ;
- Fellow de la Royal Astronomical Society ;
- Membre étranger de l’Académie américaine des arts et des sciences ;
- Membre étranger de l’Académie nationale d'ingénierie des États-Unis ;
- Fellow honoraire du King's College de Londres ;
- Fellow honoraire de l'université de Swansea.